# Alfredo Marcondes
Alfredo Marcondes est une municipalité brésilienne de l'État de São Paulo et la Microrégion de Presidente Prudente.

## Démographie
| Évolution de la population (municipalité) | Évolution de la population (municipalité) | Évolution de la population (municipalité) | Évolution de la population (municipalité) |
| Année                                     | Population                                |                                           | %±                                        |
| ----------------------------------------- | ----------------------------------------- | ----------------------------------------- | ----------------------------------------- |
| 1950                                      | 16 054                                    |                                           | —                                         |
| 1960                                      | 7 679                                     |                                           | −52,2%                                    |
| 1970                                      | 6 867                                     |                                           | −10,6%                                    |
| 1980                                      | 4 309                                     |                                           | −37,3%                                    |
| 1991                                      | 3 493                                     |                                           | −18,9%                                    |
| 2000                                      | 3 697                                     |                                           | 5,8%                                      |
| 2010                                      | 3 891                                     |                                           | 5,2%                                      |
| 2022                                      | 4 445                                     |                                           | 14,2%                                     |
| ,                                         |                                           |                                           |                                           |